# La Motte-Picquet (1924)
Krążownik lekki La Motte-Picquet – francuski krążownik lekki typu Duguay-Trouin, w służbie w Marine Nationale w latach 1927 - 1945. Po wejściu do służby trafił do 3. Dywizjonu Krążowników, gdzie odbywał rejsy na Oceanie Atlantyckim i Morzu Śródziemnym. W latach 1933–1935 przechodził remont, połączony z modernizacją, po którym został skierowany do Indochin, gdzie jego portem macierzystym został Sajgon. Po wybuchu II wojny światowej pozostał w Azji, gdzie do czasu upadku Francji, pełnił zadania poszukiwania niemieckich frachtowców. Następnie na przełomie 1940/1941 r. aktywnie uczestniczył w konflikcie z Tajlandią, zatapiając 17 stycznia 1941 r. podczas bitwy pod Koh Chang w Zatoce Syjamskiej, syjamski okręt obrony wybrzeża „Thonburi”. Do stycznia 1944 r. pozostawał w rezerwie. 12 stycznia 1945 r. został zatopiony w Sajgonie przez amerykańskie lotnictwo pokładowe. Jego wrak zezłomowano po zakończeniu wojny.                